# 八事日赤車站
八事日赤車站（日语：／ Yagoto-nisseki eki */?）是位於愛知縣名古屋市昭和區山手通，屬於名古屋市營地下鐵名城線的車站。本站與名古屋第二紅十字醫院（通稱「八事日赤醫院」）相鄰，車站編號為M19。

## 車站結構
本站為2面2線側式月台的地下車站。

### 月台配置
| 月台 | 路線   | 方向 | 目的地           |
| ---- | ------ | ---- | ---------------- |
| 1    | 名城線 | 左環 | 本山、大曾根方向 |
| 2    | 名城線 | 右環 | 八事、新瑞橋方向 |

## 相鄰車站
名古屋市營地下鐵
 名城線
名古屋大學（M18）－八事日赤（M19）－八事（M20）

## 外部連結
- 八事日赤 - 名古屋市交通局